# Maria Dolors Oms
Maria Dolors Oms i Bassols (Blanes, 2 de mayo de 1940-ibidem, 22 de febrero de 2023) fue una política española, alcaldesa del municipio de Blanes en dos periodos, entre 1979-1987 y 1991-1995. 

## Biografía
Hija de una familia acomodada, centró sus estudios en el mundo de la asistencia social.
Fue la alcaldesa de Blanes por doce años en representación del Partido de los Socialistas de Cataluña (PSC).

## Reconocimientos
- Medalla al trabajo Presidente Macià: en 2010 fue galardonada con este premio por su implicación en mejorar las condiciones y calidad de vida de los discapacitados y por su gran capacidad de liderazgo.[3]
- Medalla de la pesca: esta medalla le fue entregada la noche de la 23.a Edición de la Gran noche de pesca catalana. Entregada por el consejero de Agricultura, Ganadería, Pesca, Alimentación y Medio Natural, de la Generalidad de Cataluña, Josep Maria Pelegrí y la directora general de Pesca y Asuntos Marítimos, Mercè Santmartí.